# Graben (powiat Augsburg)
Graben – miejscowość i gmina w Niemczech, w kraju związkowym Bawaria, w rejencji Szwabia, w regionie Augsburg, w powiecie Augsburg. Leży około 20 km na południe od Augsburga.

## Polityka
Wójtem gminy jest Andreas Scharf, poprzednio urząd ten obejmował Hans Winkler, rada gminy składa się z 16 osób.
|      | CSU | Bürgerblock | WG Graben-Lagerlechfeld | FW Graben-Lagerlechfeld | Bündnis Lechfeld | Razem |
| 2008 | 6   | -           | -                       | 7                       | 3                | 16    |
| 2002 | 7   | 6           | 3                       | -                       | -                | 16    |